# Open Mathematics
Open Mathematics, wcześniej Central European Journal of Mathematics (wersja elektroniczna: ISSN 2391-5455) – naukowe czasopismo matematyczne publikowane w otwartym dostępie od 2003 roku w Warszawie.

## Zakres
„Open Mathematics” publikuje oryginalne prace badawcze, prace przeglądowe oraz krótkie komunikaty w następujących dziedzinach matematyki:
- logika matematyczna i teoria mnogości
- teoria kategorii
- algebra abstrakcyjna
- geometria algebraiczna
- analiza rzeczywista
- analiza zespolona
- równania różniczkowe
- systemy dynamiczne i teoria ergodyczna
- analiza funkcjonalna
- geometria
- geometria różniczkowa
- topologia
- rachunek prawdopodobieństwa i statystyka
- teoria sterowania
- metody numeryczne
- matematyka dyskretna
- teoria liczb

## Streszczenia i indeksacja
Czasopismo jest recenzowane i indeksowane w Science Citation Index Expanded, Current Contents/Physical, Chemical & Earth Sciences (CC/PC&ES), Mathematical Reviews, Zentralblatt MATH oraz Scopus. Zgodnie z Journal Citation Reports w 2018 roku wskaźnik cytowań czasopisma wyniósł 0,726.

## Redaktorzy naczelni
- Andrzej Białynicki-Birula (Uniwersytet Warszawski, Polska) (2003–2004)
- Grigorij Margulis (Yale, USA) (2004–2009)
- Fiodor Bogomołow (Courant Institute of Mathematical Sciences, Nowy Jork, USA; 2009–2014)
- Ugo Gianazza (Uniwersytet w Pawii; 2014–2019)
- Vincenzo Vespri (Uniwersytet w Pawii; 2014–)
- Salvatore Angelo Marano (Uniwersytet w Katanii; 2020-)